# Michel Méranville
Gilbert Marie Michel Méranville (* 4. Februar 1936 in Le Vauclin, Martinique) ist emeritierter Erzbischof von Fort-de-France und Saint-Pierre.

## Leben
Michel Méranville studierte Theologie an der Päpstlichen Universität Urbaniana in Rom sowie Accounting und Informatik am Conservatoire National des Arts et Métiers (CNAM) in Paris. Er empfing am 20. Dezember 1959 die Priesterweihe für das Bistum Saint-Pierre et Fort-de-France.
Nach seelsorgerischer Tätigkeit in verschiedenen Pfarrgemeinden auf Martinique war er von 1966 bis 1970 für das französische Überseeministerium tätig. Von 1974 bis 1981 war er Militärpfarrer und Anstaltspfarrer im Gefängnis von Fort-de-France. Von 1981 bis 2004 war er Pfarrer der Kathedrale von Fort-de-France.
Am 14. November 2003 ernannte ihn Papst Johannes Paul II. zum Erzbischof von Saint-Pierre et Fort-de-France. Die Bischofsweihe am 18. April 2004 spendete ihm sein Amtsvorgänger Maurice Marie-Sainte; Mitkonsekratoren waren der Bischof von Basse-Terre, Ernest Mesmin Lucien Cabo, und der Bischof von Cayenne, Louis Sankalé.
Papst Franziskus nahm am 7. März 2015 seinen altersbedingten Rücktritt an.